# Diecezja San Juan Bautista de las Misiones
Diecezja San Juan Bautista de las Misiones (łac. Dioecesis Sancti Ioannis Baptistae a Missionibus) – rzymskokatolicka diecezja w Paragwaju. Została erygowana 19 stycznia 1957.

## Ordynariusze
- Ramón Pastor Bogarín Argaña (1957 – 1976)
- Carlos Milcíades Villalba Aquino (1978 – 1999)
- Mario Melanio Medina Salinas (1999 – 2017)
- Pedro Collar Noguera (2017 – 2023)
- Osmar López Benítez (od 2025)